# Communes de la wilaya de Tamanrasset
Pour les autres communes, voir Liste des communes d'Algérie.
La wilaya de Tamanrasset (Algérie) possède cinq communes.

## Communes de la wilaya de Tamanrasset (avant 2019)
1. Tamanrasset
2. Abalessa
3. Ain Ghar
4. Ain Guezzam
5. Idles
6. Tazrouk
7. Tin Zaouatine
8. Ain Salah
9. Ain Amguel
10. Foggaret Ezzaouia

Le tableau suivant donne la liste des communes de la wilaya de Tamanrasset, en précisant pour chaque commune : son code ONS et son nom.
| Code ONS | Commune     |
| -------- | ----------- |
| 1101     | Tamanrasset |
| 1102     | Abalessa    |
| 1105     | Idles       |
| 1106     | Tazrouk     |
| 1109     | Ain Amguel  |

## Anciennes communes avant 2019
Avant l'organisation territoriale de 2019, les communes des nouvelles wilayas d'In Guezzam et d'In Salah étaient rattachées à la wilaya :
- Foggaret Ezzaouia
- Ain Ghar
- Ain Guezzam
- Ain Salah
- Tin Zaouatine